# 始祖家族
《創始吸血鬼》（英語：The Originals）是一部美國奇幻超自然科幻電視影集，2013年10月3日於CW電視網首播。本劇作為《噬血Y世代》的衍生劇，也是基於噬血Y世代宇宙擴展的第一部電視連續劇。故事主要講述吸血鬼狼人混血兒克勞斯·米卡森和他的家族捲入紐奧良的超自然政治當中。
2017年5月10日，CW電視網續訂了系列的第五季。在2017年7月20日，系列創作者茱莉‧普雷克在漫畫展之前宣布第五季將為該系列的最後一季。最終季於2018年4月18日首播。

## 簡介
創始吸血鬼是《噬血Y世代》的衍生劇，圍繞著三個米卡森兄妹：克勞斯（約瑟夫·摩根飾）、以利亞（丹尼爾·吉利斯飾）和蕾貝卡（克萊兒·荷特飾）。米卡森家族被稱為「始祖」，因為他們是世界上現存最古老的吸血鬼。 尼可拉斯·「克勞斯」·米卡森是一個女巫和狼人的後裔，在《噬血Y世代》中詳細介紹了他如何追求並釋放自己的混血兒天性。2013年4月25日播出的後門試播集也透露，狼人海莉（菲比·托金飾）懷有克勞斯的孩子。本劇講述自1919年以來，始祖兄妹首次返回紐奧良的法語區，懷孕的海莉也在此定居下來。最初建造這座城市後，由於他們要逃離尋求報復的父親而被迫放棄了紐奧良。而始祖們不在的情況下，克勞斯的門徒馬塞爾（查爾斯·麥可·戴維斯飾）掌管著這座城市。克勞斯決定他們必須拿下馬塞爾，並回到曾經屬於他們的城市。但在這樣做的同時，他們還必須保護自己的城市免於吸血鬼，狼人和女巫之間的戰爭衝擊。隨著時間的推移，新舊友誼形成，愛情無所不在，死亡圍繞著他們，而始祖們更加地了解自己家庭的過去。第一季描述了克勞斯神秘的孩子將如何出生，並談到始祖們必須一起保護她免於受到威脅。第二季講述了克勞斯和他們兄妹的父母回歸，以及一位威脅嬰兒生命的阿姨的到來。第三季表明米卡森家族面臨著一個預示著他們衰敗的預言，還有那些第一代被轉化且等待了一千年想要復仇的吸血鬼。第四季跳到五年後，當米卡森家族再度回到紐奧良市，卻不得不面對一個被重新喚醒的古老威脅，並想要摧毀所有眼前的一切。該系列第五季也是最後一季，時間發生在第四季結束的七年之後，希望現在是薩爾瓦多寄宿學校的學生，一所給年輕和有天賦的青少年就讀的超自然兒童學校，而在米卡森家族試圖使家人再次團聚的同時，仍然必須面對上一季的古老威脅。

## 演員
| 演員                  | 角色                 | 登場季數        | 登場季數        | 登場季數        | 登場季數        | 登場季數        | 登場集數 |
| 演員                  | 角色                 | 1               | 2               | 3               | 4               | 5               | 登場集數 |
| 主要角色              | 主要角色             | 主要角色        | 主要角色        | 主要角色        | 主要角色        | 主要角色        | 主要角色 |
| --------------------- | -------------------- | --------------- | --------------- | --------------- | --------------- | --------------- | -------- |
| 約瑟夫·摩根           | 克勞斯·米卡森        | 主演            | 主演            | 主演            | 主演            | 主演            | 92       |
| 丹尼爾·吉利斯         | 以利亞·米卡森        | 主演            | 主演            | 主演            | 主演            | 主演            | 92       |
| 克萊兒·荷特           | 蕾貝卡·米卡森        | 主演            | 常設            | 常設            | 常設            | 常設            | 40       |
| 菲比·托金             | 海莉·馬歇爾          | 主演            | 主演            | 主演            | 主演            | 主演            | 86       |
| 查爾斯·麥可·戴維斯    | 馬賽爾·杰拉德        | 主演            | 主演            | 主演            | 主演            | 主演            | 92       |
| 丹妮艾拉·皮內達       | 蘇菲·德弗羅          | 主演            | Does not appear | Does not appear | Does not appear | Does not appear | 13       |
| 莉雅·派普絲           | 卡蜜兒·歐康諾        | 主演            | 主演            | 主演            | 客串            | 客串            | 66       |
| 丹妮兒·坎貝爾         | 黛維娜·克萊兒        | 主演            | 主演            | 主演            | 常設            | 客串            | 70       |
| 尤瑟夫·蓋特伍德       | 文森特·葛里菲斯      | 客串            | 主演            | 主演            | 主演            | 主演            | 71       |
| 萊莉·沃克爾           | 芙蕾雅·米卡森        | Does not appear | 常設            | 主演            | 主演            | 主演            | 60       |
| 桑默·豐塔納           | 希望·安卓莉亞·米卡森 | Does not appear | Does not appear | Does not appear | 常設            | 客串            | 13       |
| 丹妮爾·蘿絲·羅素      | 希望·安卓莉亞·米卡森 | Does not appear | Does not appear | Does not appear | Does not appear | 主演            | 13       |
| 史蒂芬·克魯格         | 喬許·羅沙            | 常設            | 常設            | 常設            | 常設            | 主演            | 46       |
| 常駐角色              |                      |                 |                 |                 |                 |                 |          |
| 南森尼爾·布佐利克     | 柯爾·米卡森          | 客串            | 常設            | 常設            | 常設            | 常設            | 24       |
| 雅絲敏・艾爾-布斯塔米 | 莫妮克·德弗羅        | 常設            | Does not appear | Does not appear | Does not appear | Does not appear | 10       |
| 夏儂·凱恩             | 莎賓·勞倫特          | 常設            | Does not appear | Does not appear | Does not appear | Does not appear | 10       |
| 艾卡·達維爾           | 迪亞哥               | 常設            | Does not appear | Does not appear | Does not appear | Does not appear | 13       |
| 卡拉·哈里斯           | 蒂埃里·萬庫爾        | 常設            | Does not appear | Does not appear | Does not appear | Does not appear | 10       |
| 賽巴斯汀·洛克         | 麥克                 | 常設            | 常設            | Does not appear | 客串            | 客串            | 16       |
| 陶德·史塔希維克       | 基蘭·歐康諾          | 常設            | Does not appear | Does not appear | Does not appear | Does not appear | 12       |
| 伊莉絲·蕾維斯克       | 潔妮薇               | 常設            | Does not appear | Does not appear | Does not appear | Does not appear | 12       |
| 奈森·帕森斯           | 傑克森·肯納          | 常設            | 常設            | 常設            | 客串            | 客串            | 27       |
| 蔡司·柯爾曼           | 奧利佛               | 常設            | 常設            | Does not appear | Does not appear | Does not appear | 12       |
| 佩塔·賽金特           | 佛朗西絲卡·科雷雅    | 常設            | 客串            | Does not appear | Does not appear | Does not appear | 6        |
| 娜塔莉·德雷福斯       | 凱西                 | 客串            | 常設            | Does not appear | Does not appear | Does not appear | 6        |
| 丹尼爾·沙曼           | 卡萊布·威斯特佛      | Does not appear | 常設            | Does not appear | Does not appear | Does not appear | 12       |
| 妮詩·穆許             | 吉雅                 | Does not appear | 常設            | Does not appear | Does not appear | Does not appear | 12       |
| 愛麗絲·伊凡           | 艾斯塔               | Does not appear | 常設            | Does not appear | Does not appear | Does not appear | 3        |
| 宋雅·孫               | 勒諾·蕭              | Does not appear | 常設            | Does not appear | Does not appear | Does not appear | 8        |
| 麥茜·理查森·塞勒斯    | 伊娃·辛克萊兒        | Does not appear | 常設            | 客串            | 客串            | Does not appear | 15       |
| 克勞蒂亞·布雷克       | 黛麗雅               | Does not appear | 常設            | Does not appear | Does not appear | Does not appear | 6        |
| 安德魯·李斯           | 盧西恩·卡斯托        | Does not appear | Does not appear | 常設            | Does not appear | Does not appear | 14       |
| 奧利弗·埃克蘭         | 特里斯坦·德·馬泰爾   | Does not appear | Does not appear | 常設            | Does not appear | Does not appear | 11       |
| 蕾貝卡·布里茲         | 奧羅拉·德·馬泰爾     | Does not appear | Does not appear | 常設            | Does not appear | Does not appear | 14       |
| 卡斯柏·扎弗爾         | 芬恩·米卡森          | Does not appear | Does not appear | 常設            | Does not appear | Does not appear | 8        |
| 傑森·多靈             | 威爾·金尼警官        | Does not appear | Does not appear | 常設            | 常設            | Does not appear | 11       |
| 泰勒‧科爾             | 蘇菲雅·薇若諾娃      | Does not appear | Does not appear | 客串            | 常設            | Does not appear | 11       |
| 克莉絲緹娜·莫塞斯     | 基琳                 | Does not appear | Does not appear | Does not appear | 常設            | 常設            | 17       |
| 布露·亨特             | 虛空                 | Does not appear | Does not appear | Does not appear | 常設            | Does not appear | 6        |
| 托倫斯·庫姆斯         | 戴克朗               | Does not appear | Does not appear | Does not appear | Does not appear | 常設            | 6        |
| 耶底底亞·古德克       | 羅曼·席安納          | Does not appear | Does not appear | Does not appear | Does not appear | 常設            | 6        |
| 亞歷克西斯·盧德       | 莉西娜               | Does not appear | Does not appear | Does not appear | Does not appear | 常設            | 5        |
| 娜汀·路溫頓           | 葛瑞塔·席安納        | Does not appear | Does not appear | Does not appear | Does not appear | 常設            | 5        |
| 希瓦·卡萊西爾萬       | 艾薇                 | Does not appear | Does not appear | Does not appear | Does not appear | 常設            | 6        |
| 潔咪·莫瑞             | 安東妮·席安納        | Does not appear | Does not appear | Does not appear | Does not appear | 常設            | 6        |
| 馬修·戴維斯           | 亞拉瑞克·薩爾茨曼    | Does not appear | Does not appear | Does not appear | 常設            | 客串            | 3        |
| 坎迪絲·阿科拉         | 卡洛琳·福布斯        | Does not appear | Does not appear | Does not appear | Does not appear | 常設            | 6        |

### 主要角色
- 約瑟夫·摩根 飾 克勞斯·米卡森（Klaus Mikaelson）

是狼人與吸血鬼的混血兒，為母親埃絲塔與狼人首領產下的後代。為私生子的他，擁有不美好的童年，這造就殘忍冷血的他。在家排行第四。曾為紐奧良的創立者，後為閃躲父親麥克的追殺，逃離紐奧良。後回到紐奧良，想與馬賽爾爭奪領導者之位，引發一連串的事件。克勞斯是歷史上最無情和最令人畏懼的超自然生物之一，不過卻非常愛自己的家人，能為了家人付出一切。克勞斯是海莉的女兒霍普的親生父親。也是馬塞爾的養父、奧羅拉的初戀情人。在一連串的事件發生後，克勞斯對卡蜜兒產生了感情，並將她視為自己內心良善的一面。後為了解救女兒霍普脫離黑魔法的糾纏，克勞斯自願請卡羅琳的兩個女兒，幫忙將霍普的黑魔法吸出體內，並將黑魔法轉移至自己的身體。最後，在哥哥以利亞的陪伴下，克勞斯死去並化為灰燼。
- 丹尼爾·吉利斯 飾 以利亞·米卡森（Elijah Mikaelson）

克勞斯同母異父的哥哥，在家排行第三，極為守信，言出必行。只要得到了他的承諾，他就一定信守諾言。總是穿著西裝且表現得十分溫文儒雅，但有著不堪人知的過去。與克勞斯一樣，家人第一。非常疼愛希望。在母親埃絲塔打開內心的紅門時，一時控制不了，沉溺於悲傷與痛苦之中。與克勞斯較激烈的個性相比顯得相對冷靜。對海莉有著愛慕之情。後因黑魔法的關係，被迫與家人分離，無法 忍受的以利亞請求馬塞爾及文森特幫忙，將自己的記憶抹去。也因為這樣，在海莉臨死前的以利亞，並沒有救援海莉。使得恢復記憶的以利亞，陷入於對海莉的愧疚，深深無法自拔。最終，以利亞陪伴著弟弟克勞斯，一同死去。
- 克萊兒·荷特 飾 麗貝卡·米卡森（Rebekah Mikaelson）

克勞斯同母異父的妹妹，在家排行第六，和克勞斯一直關係緊密。曾被克勞斯多次封印，但麗貝卡仍忠於克勞斯並愛著他。她總幻想浪漫的愛情能降落在自己身上。在感情中傻傻的付出，常常被欺騙利用，以至於克勞斯對她特別保護。麗貝卡曾經和馬塞爾有過一段浪漫的關係，由於克勞斯的阻撓，他們不能公開的相戀。儘管對家人有著堅定的愛，但麗貝卡仍希望找到屬於自己的真愛，並成立自己的家庭，甚至希望變成人類，與普通人一樣變老，養育自己的小孩。在克勞斯面臨危機之時，麗貝卡也為了克勞斯照顧他的女兒霍普。在黑魔法的糾纏下，麗貝卡不得與家人們分開，此時的麗貝卡又再次與馬塞爾相戀。但卻因為念念不忘自己的家人，拒絕了馬塞爾的求婚。最後，在克勞斯臨死前，克勞斯允許了麗貝卡的心願，為她爭取到了能變回人類的解藥。麗貝卡也回應了馬塞爾的求婚。
- 菲比·托金 飾 海莉·馬歇爾（Hayley Marshall）

原本是狼人，後來因為女兒霍普的關係，在陰錯陽差下成為了混血兒。海莉從小就是個孤兒，一生中都在尋找自己的家人。在一次偶然的發現，原來自己是失蹤許久的新月狼族的首領。海莉剛開始不願與邁克爾森家族有太親密的關係，尤其是克勞斯。但最終因為霍普及以利亞的關係，仍成為了邁克爾森的一份子，並為了他們赴湯蹈火。海莉與以利亞互相吸引，但是為了狼族的未來以及霍普的安危，被迫放棄真愛，轉而與杰克森·肯納結婚。經由一連串的事件發生，海莉被吸血鬼綁架，甚至被逼迫封印自己狼人的一面，於是海莉成為了一名吸血鬼，並期待著以利亞的救援。在海莉與吸血鬼搏鬥的過程中，海莉與吸血鬼同歸於盡。
- 查爾斯·麥可·戴維斯（英语：Charles Michael Davis） 飾 馬塞爾·杰拉德（Marcel Gerard）

克勞斯的養子。在18世紀被克勞斯轉化成吸血鬼。隨即與麗貝卡相愛，但由於克勞斯的阻撓，他們始終無法在一起。馬塞爾是紐奧良的領導者，由於克勞斯的影響，他的掌控也十分殘酷。他禁止女巫在紐奧良使用魔法，也因此招惹到了許多女巫。由於克勞斯的到來，使他與克勞斯不斷地爭奪紐奧良的權力。馬塞爾曾救達維娜免於遭到獻祭，並將她關在閣樓作為自己的「秘密武器」。在麗貝卡被迫與家人分開時，馬塞爾陪伴著她，並希望麗貝卡能與他結婚，但麗貝卡拒絕了。傷心欲絕的馬塞爾回到了紐奧良，繼續掌控著紐奧良，但這次與以往不同，馬塞爾與巫師們成為了朋友。最後，在麗貝卡擺脫了家人的糾纏後，麗貝卡接受了馬塞爾的求婚。
- 莉雅·派普絲（英语：Leah Pipes） 飾 卡蜜兒·歐康諾（Camille O'Connell）

一名調酒師，也是克勞斯的人類治療師，鼓勵克勞斯釋放出自己無私善良的一面。曾厭惡過克勞斯，後對克勞斯產生感情，因奧羅拉的陷害而成為吸血鬼。後來因為盧西安的咬傷而死去。在克勞斯無助的時候，會以幻象出現在克勞斯面前，鼓勵著克勞斯不要墮落。曾與馬塞爾短暫相戀過。
- 丹妮艾拉·皮內達 飾 蘇菲·德弗羅（Sophie Deveraux）

法語區中一名力量強大的女巫。
- 丹妮兒·坎貝爾（英语：Danielle Campbell） 飾 達維娜·克萊兒（Davina Claire）

為收穫祭女孩，因害怕死亡而抗拒完成收穫祭，被馬塞爾救下，作為回報，達維娜成為馬賽爾的「秘密武器」，監控著法語區的女巫們。她是一名強大的年輕女巫，為了救回科爾而成為了紐奧良所有女巫團的攝政者。討厭克勞斯，甚至復活了麥克想摧毀他。與科爾相戀。同時也是馬塞爾與賈許的好友。
- 尤瑟夫·蓋特伍德 飾 文森特·葛里菲斯（Vincent Griffith）

一名非常強大的巫師，現任杜美巫師團的成員。曾被芬恩附身過。接替達維娜成為紐奧良九個女巫團的攝政者，後被先祖逼著幫助盧西恩成為更強大的吸血鬼。是伊娃·辛克萊兒的前夫。卡蜜兒的好友。憎恨克勞斯，與大多數的人一樣，有著想擺脫邁克爾森家族，卻擺脫不了的命運。最終，在弗蕾雅的請求下，答應成為弗蕾雅小孩的父親。
- 萊莉·沃克爾（英语：Riley Voelkel） 飾 芙蕾雅·米卡森（Freya Mikaelson）

克勞斯同母異父的姊姊，一個非常強大和技術嫻熟的千年女巫。千年前，因母親埃絲塔與阿姨達麗雅的協議，導致自己被獻給達麗雅作為力量的來源。因達麗雅的咒語，所以在百年中只能甦醒一年。曾想幫助克勞斯的女兒霍普不被達麗雅所利用，但卻不被信任。疼愛弟弟芬恩。曾為不死之身，但隨著阿姨達麗雅的死去，自己也成為了普通巫師。在家排行老大。為父親麥克的最愛。曾經與一名少年相戀，並懷上了小孩，最後卻不幸失去。這導致芙蕾雅害怕擁有小孩。後來，弗蕾雅與一名狼人-基琳相戀。並萌生了結婚的想法，但卻在小孩的想法上產生了差異。最終，芙蕾雅與基琳達成妥協，願意擁有小孩，並請求文森特成為他們小孩的父親。
- 丹妮爾·蘿絲·羅素（英语：Danielle Rose Russell） 飾 霍普·米卡森（Hope Mikaelson）

克勞斯和海莉的女兒，是一個極其強大的超自然生物，也是個奇蹟寶寶，因為她擁有吸血鬼、狼人和女巫的三重血統。因為擁有著三重血統，非常強大，霍普被黑魔法附身。為了解救霍普，芙蕾雅將黑魔法分散到四名與霍普有血緣關係的吸血鬼身上，而這個代價使得邁克爾森的家人不得相見。否則黑魔法又會重現。長大的霍普受不了沒有家人的陪伴，將母親海莉關在一副棺材中，想騙克勞斯留下陪伴。但卻沒想到這間接了造成了海莉的死亡。固執的霍普將分散在四名吸血鬼的黑魔法集合起來，自己吸收。而黑魔法過於強大，使得霍普無法掌控，身上漸漸冒出密密麻麻的黑線，加上霍普誤殺了一名無辜的人類，觸發了狼人詛咒，將會在滿月之夜變身做一隻狼。而大家都覺得霍普無法撐過滿月之夜。克勞斯決定犧牲自己，在滿月之夜，霍普化作一匹狼時，請求卡羅琳的兩個小孩吸收霍普的黑魔法，轉移至克勞斯的體內。最終，克勞斯為了霍普而死。
- 史蒂芬·克魯格（英语：Steven Krueger） 飾 約書亞·羅沙（Joshua Rosza）

一位紐奧良的遊客，因一場風波被轉化為吸血鬼。與達維娜是好朋友，也是馬塞爾的左右手。與狼人艾登相愛。在解救馬塞爾的過程中，不幸被注射狼毒，在馬塞爾的懷裡死去。死後在安詳世界中遇見了自己的摯愛-艾登。

### 常駐角色
- 南森尼爾·布佐利克 飾 科爾·米卡森（Kol Mikaelson）

邁克爾森家族中排行第五的兒子，由於母親埃絲特的關係，附身於一名叫做卡萊布·威斯特佛的巫師身上。原先聽從埃絲特的指示，想利用達維娜，卻在與達維娜相處的過程中，意外愛上了達維娜。
- 夏儂·凱恩（英语：Shannon Kane） 飾 莎賓·勞倫特（Sabine Laurent）

一名被賽萊斯特·杜伯附身的女巫。賽萊斯特與以利亞曾在18世紀相戀。
- 艾卡·達維爾 飾 迪亞哥（Diego）

曾經是人類，後來被轉化為吸血鬼，效忠於馬賽爾·傑拉德。
- 卡拉·哈里斯（Callard Harris）飾 蒂埃里·萬庫爾（Thierry Vanchure）

在1940年代曾是人類，二戰期間被馬賽爾發現，並將奄奄一息的蒂埃里轉化為吸血鬼。
- 賽巴斯汀·洛克（英语：Sebastian Roché） 飾 麥克（Mikael）

麥克是一名專門獵殺吸血鬼的吸血鬼，在《吸血鬼日記》第三季中首次登場。以吸血鬼為食來避免傷害無辜的人，因為他從未有意讓吸血鬼的嗜血慾望產生。
- 陶德·史塔希維克（英语：Todd Stashwick） 飾 基蘭·歐康諾（Kieran O'Connell）

基蘭神父是卡蜜的叔叔，也是聖安妮教區當地教會的牧師，以及紐奧良人類派系的代表。
- 伊莉絲·蕾維斯克（英语：Elyse Levesque） 飾 杰妮薇（Genevieve）

一名被賽萊斯特·杜伯復活的女巫。曾與麗貝卡有些過節。
- 佩塔·賽金特（英语：Peta Sergeant） 飾 佛朗西絲卡·科雷雅（Francesca Correa）

外表是一名盡心盡力的慈善家，卻沒想到背後是紐奧良整個大規模販毒帝國的女族長，也是格雷拉狼群的首領。
- 娜塔莉·德雷福斯（英语：Natalie Dreyfuss） 飾 凱西（Cassie）

一名收穫祭女孩。在杰妮薇被殺的時候復活，卻被埃絲特附身，後被關進精神病院，在麗貝卡想逃獄時，陷害了麗貝卡。
- 丹尼爾·沙曼 飾 卡萊布·威斯特佛（Kaleb Westphall）

被科爾附身的巫師。
- 妮詩·穆許（Nishi Munshi）飾 吉雅（Gia）

一名美麗、深情、前衛、搖滾女孩般的吸血鬼。喜歡著馬塞爾，後對以利亞有些情愫。
- 愛麗絲·埃文斯（英语：Alice Evan） 飾 埃絲特（Esther）

始祖吸血鬼們的母親，也是將他們變成吸血鬼的女巫。
- 宋雅·孫（英语：Sonja Sohn） 飾 勒諾·蕭（Lenore Shaw）

被埃絲特附身的女巫。
- 卡斯柏·扎弗爾（英语：Casper Zafer） 飾 芬恩·米卡森（Finn Mikaelson）

克勞斯的哥哥，一名始祖吸血鬼，在家排行第二。
- 安德魯·李斯 飾 盧西恩·卡斯托（Lucien Castle）

第一個被克勞斯轉化的吸血鬼。

## 集數
| 季數 | 集数 | 集数 | 首播日期      | 首播日期      |
| 季數 | 集数 | 集数 | 首映          | 季终          |
| ---- | ---- | ---- | ------------- | ------------- |
| 劇情 | 劇情 | 劇情 | 2013年4月25日 | 2013年4月25日 |
| 1    | 22   | 22   | 2013年10月3日 | 2014年5月13日 |
| 2    | 22   | 22   | 2014年10月6日 | 2015年5月11日 |
| 3    | 22   | 22   | 2015年10月8日 | 2016年5月20日 |
| 4    | 13   | 13   | 2017年3月17日 | 2017年6月23日 |
| 5    | 13   | 13   | 2018年4月18日 | 2018年8月1日  |

## 製作
2013年1月11日，CW電視網宣佈標題為《創始吸血鬼》後門試播集將會在4月的某個時候播出，由約瑟夫·摩根飾演克勞斯，內容著重於始祖吸血鬼的故事，當作2013年－2014年某個潛在系列的起頭，在隨後的13日的電視評論家協會冬季媒體見面會上CW電視網再次確認本片的開發計畫。
2013年4月26日，CW電視網宣布《創始吸血鬼》為完整的一季，也宣佈預定本劇於2013年－2014年播出。這個第二次的衍生劇嘗試將由茱莉·普雷克監督，而凱文·威廉森則不會參與。《創始吸血鬼》的第一季原本預定於10月15日星期二首播。然而，2013年7月29日，CW又宣布將該系列首映改於2013年10月3日播出，繼《噬血Y世代》第五季首映之後，以吸引該系列的影迷。2013年10月10日，CW電視網訂購了該系列的其他三個腳本。2013年11月11日，CW決定為《創始吸血鬼》訂購完整的一季。
2015年7月，克萊兒·荷特宣布要辭去主要角色的演出，後來她確認自己仍會回歸本劇，但是自己需要先花時間來陪伴家人。

## 反響

### 收視率
| 季數 | 播出時間（ET）                                | 集數 | 首映          | 首映          | 季終          | 季終          | 電視季度 | 18–49歲 收視 排名 | 18–49歲 收視 平均 | 收視人数 排名 （百萬） | 平均 收視人数 （百萬） |
| 季數 | 播出時間（ET）                                | 集數 | 日期          | 收視 （百萬） | 日期          | 收視 （百萬） | 電視季度 | 18–49歲 收視 排名 | 18–49歲 收視 平均 | 收視人数 排名 （百萬） | 平均 收視人数 （百萬） |
| ---- | --------------------------------------------- | ---- | ------------- | ------------- | ------------- | ------------- | -------- | ----------------- | ----------------- | ---------------------- | ---------------------- |
| 1    | Tuesday 8:00 pm                               | 22   | 2013年10月3日 | 待定          | 2014年5月13日 | 待定          | 2013–14  | 待定              | 1.6/4             | 149                    | 2.61                   |
| 2    | Monday 8:00 pm                                | 22   | 2014年10月6日 | 待定          | 2015年5月11日 | 待定          | 2014–15  | 待定              | 0.9/3             | 136                    | 2.03                   |
| 3    | Thursday 9:00 pm (1–9) Friday 9:00 pm (10–22) | 22   | 2015年10月8日 | 待定          | 2016年5月20日 | 待定          | 2015–16  | 待定              | 0.6/2             | 145                    | 1.96                   |
| 4    | Friday 8:00 pm                                | 13   | 2017年3月17日 | 待定          | 2017年6月23日 | 待定          | 2016–17  | 待定              | 待定              | 141                    | 1.37                   |
| 5    | Wednesday 9:00 pm                             | 13   | 2018年4月18日 | 待定          | 2018年8月1日  | 待定          | 2017–18  | 待定              | 0.6               | 151                    | 1.89                   |

### 獎項和提名
| 年分 | 獎項                 | 類別                               | 入圍者                       | 結果 | 參考   |
| ---- | -------------------- | ---------------------------------- | ---------------------------- | ---- | ------ |
| 2014 | 黃金時段艾美獎       | 最佳單鏡系列髮型設計獎             | 科琳·拉巴夫、金伯利·斯皮特里 | 提名 | [ 21 ] |
| 2014 | 第40屆全美民選獎     | 最受歡迎新電視影集男演員           | 約瑟夫·摩根                  | 獲獎 |        |
| 2014 | 第40屆全美民選獎     | 最受歡迎新電視影集                 | 創始吸血鬼                   | 提名 | [ 22 ] |
| 2014 | 2014青少年票選獎     | 電視選擇獎：科幻／奇幻類男演員     | 約瑟夫·摩根                  | 提名 | [ 23 ] |
| 2014 | 2014青少年票選獎     | 電視選擇獎：科幻／奇幻類女演員     | 克萊兒·荷特                  | 提名 | [ 23 ] |
| 2015 | 2015青少年票選獎     | 電視選擇獎：科幻／奇幻類男演員     | 約瑟夫·摩根                  | 提名 | [ 24 ] |
| 2016 | 2016青少年票選獎     | 電視選擇獎：接吻場景               | 約瑟夫·摩根和莉雅·派普絲     | 提名 | [ 25 ] |
| 2016 | 2016青少年票選獎     | 電視選擇獎：科幻／奇幻類男演員     | 約瑟夫·摩根                  | 提名 | [ 25 ] |
| 2017 | 2017青少年票選獎     | 電視選擇獎：科幻／奇幻類男演員     | 約瑟夫·摩根                  | 提名 | [ 26 ] |
| 2018 | 2017美國攝影師協會獎 | 商業電視常規影集電影藝術的傑出成就 | 柯特·瓊斯(《一袋眼鏡蛇》)    | 提名 | [ 27 ] |
| 2018 | 第44屆全美民選獎     | 2018年科幻/奇幻幻影集              | 創始吸血鬼                   | 提名 | [ 28 ] |
| 2018 | 2018青少年票選獎     | 電視選擇獎：科幻／奇幻類           | 創始吸血鬼                   | 提名 | [ 29 ] |
| 2018 | 2018青少年票選獎     | 電視選擇獎：科幻／奇幻類男演員     | 約瑟夫·摩根                  | 提名 | [ 29 ] |

## 外部連結
- 官方网站（英文）
- 在Netflix上觀看《始祖家族》（中文）
- 始祖家族的Facebook專頁
- 互联网电影数据库（IMDb）上《始祖家族》的资料（英文）
- 創始吸血鬼 在电视指南（英文）